# Bisfenol A diglycidylether
Bisfenol A diglycidylether of BADGE is het reactieproduct van bisfenol A en epichloorhydrine. Het is een geelbruine viskeuze vloeistof, die bijna niet oplosbaar is in water.
De naam BADGE wordt ook gebruikt voor een oligomerenmengsel met de algemene formule:
met n = 0, 1, 2, ... en een gemiddeld molecuulgewicht van maximaal 700. Het CAS-nummer voor dit product is 25068-38-6.

## Toepassing
BADGE is sedert het einde van de jaren '40 een belangrijke grondstof voor epoxyharsen; die worden onder meer gebruikt als kleefstoffen, in allerhande coatings (waaronder ook die aan de binnenkant van blikken en kartonnen voedingsverpakkingen), in composietmaterialen en in elektronische printplaten.
BADGE wordt ook als additief toegevoegd aan coatings op basis van pvc, om het zoutzuur dat kan gevormd worden bij het steriliseren af te vangen.
De mogelijkheid dat BADGE of BFDGE migreert naar de voedingswaren in contact met de coating, bestaat vooral in het laatste geval omdat BADGE daarin als niet-gebonden stof voorkomt. De migratie is het grootst in contact met oliehoudende voedingswaren, in casu vis. De Europese Unie heeft een limiet vastgesteld van 1 mg/kg BADGE, BFDGE en -derivaten (waaronder de hydroxyl- en hydrochloride-adducten) in levensmiddelen.
Een verwante stof die voor dezelfde toepassingen gebruikt wordt, is bisfenol F diglycidylether of BFDGE, met de F van formaldehyde. De methylgroepen aan het centrale koolstofatoom zijn dan vervangen door waterstofatomen.

## Eigenschappen
BADGE is een contactallergeen die een eczeemachtige huidaandoening kan veroorzaken. De stof is bij dierproeven beperkt carcinogeen gebleken; bij mensen zijn geen gegevens bekend. De IARC heeft BADGE ingedeeld in groep 3 (niet klasseerbaar voor wat betreft de carcinogeniciteit voor de mens). Bij in-vitroproeven is ook gebleken dat BADGE en bepaalde hydrolyseproducten ervan, mutageen en mogelijk genotoxisch zijn.